# Vidigal
Vidigal es un barrio de la Zona Sur de Río de Janeiro, Brasil, que según el censo de 2022 contaba con una población de 15 112 habitantes.
Integra la Región Administrativa VI (Lagoa), del Área de Planeamiento 2, y limita con los barrios Leblon, Gávea, Rocinha y São Conrado.

## Toponimia
El nombre proviene del militar e intendente de la Policía Miguel Nunes Vidigal, que en 1820 recibió las tierras donde hoy se encuentra el barrio, desde las laderas del monte Dois Irmãos hasta el mar.

## Historia
El acceso a la zona fue dificultoso hasta 1913, cuando el profesor Charles Armstrong abrió un camino hasta su escuela aprovechando el lecho abandonado del proyecto cancelado del ferrocarril costero. La Vía Armstrong fue ampliada en 1919 por el alcalde Paulo de Frontin, creando la avenida Niemeyer (en honor al comandante Conrado Jacob Niemeyer) siguiendo el trazado de la costa marítima y comunicando Leblon con São Conrado.
En 1940 se montaron las primeras construcciones de la favela (asentamiento irregular), que entonces era conocida como Favela da Rampa da Niemeyer, la cual se fue expandiendo hacia la cima del morro Dois Irmãos principalmente hasta mediados de la década de 1980. La favela de Vidigal hoy alberga a alrededor del 75% de la población del barrio y puede verse desde las playas de Leblon, Ipanema y Arpoador.
El Hotel Sheraton comenzó a erigirse en 1968 y dos años después la dictadura militar intentó desplazar las viviendas precarias de la parte baja de la favela para construir viviendas lujosas, pero la asociación de vecinos se resistió y finalmente el gobernador Chagas Freitas firmó un decreto en 1978 para garantizar la conservación de la comunidad.
El papa Juan Pablo II visitó en 1980 la favela de Vidigal.
En la década de 1980 el narcotráfico se adueñó de la favela, y en 2004 se inició una guerra de facciones (entre Comando Vermelho y Amigos dos Amigos) por el control de la venta de droga. Desde entonces el gobierno intentó combatir el narcotráfico en Vidigal y en 2011 inició un "proceso de pacificación" primero con un batallón de choque (que capturó a un narcotraficante que se desempeñaba a la órdenes de Antônio Francisco Bonfim Lopes, conocido como Nem, jefe del tráfico en Rocinha) y posteriormente con la instalación de un destacamento de la Unidad de Policía Pacificadora (UPP).

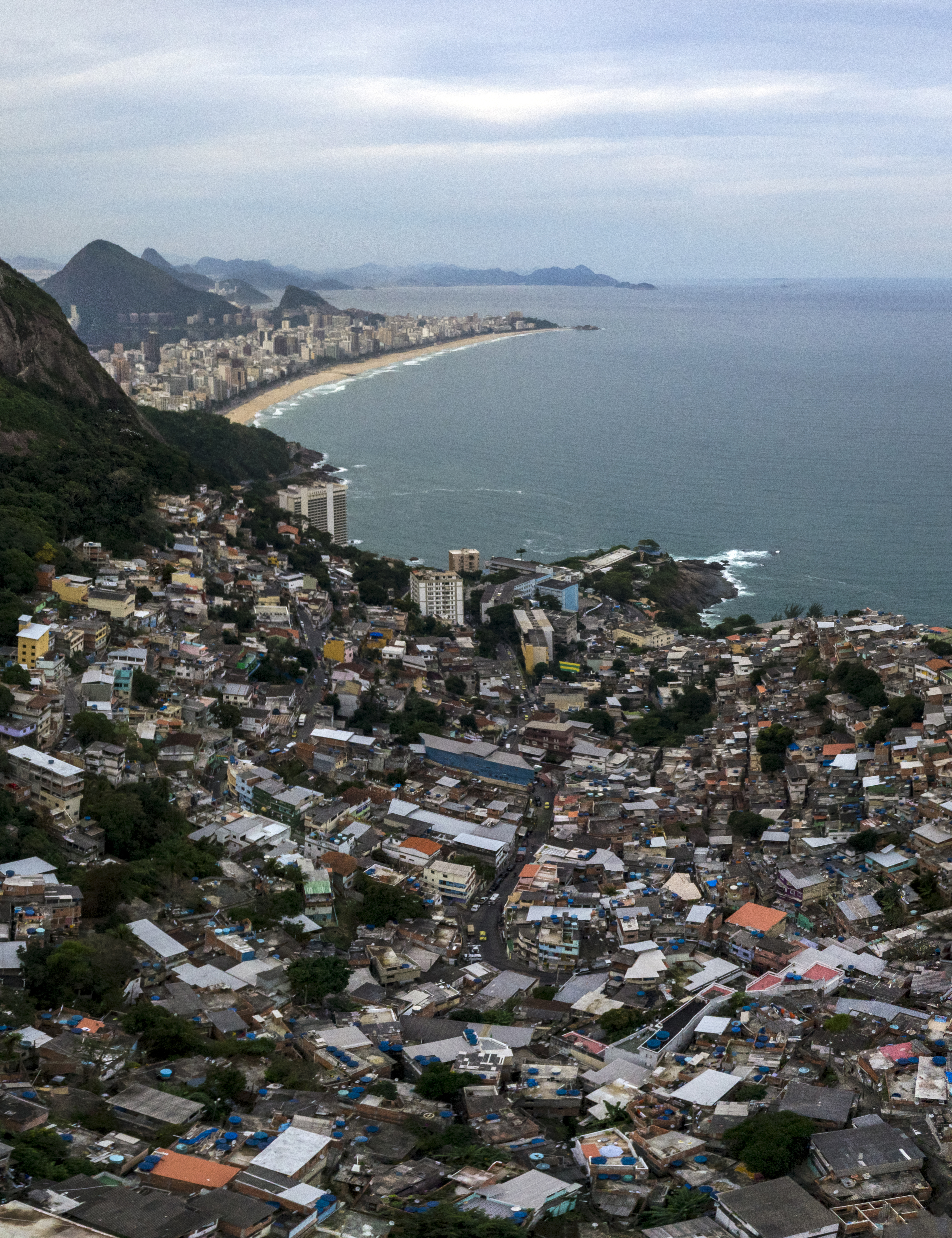
Vistas hacia Leblon e Ipanema desde la favela.

Tras la intervención en la favela, el barrio ganó algunos habitantes famosos y se produjo un boom inmobiliario. Con la gentrificación, Vidigal se convirtió en el sexto barrio más caro de todo Brasil, según una investigación de 2022.
El 6 de febrero de 2019, durante una tormenta, hubo deslizamientos de tierra y desprendimientos de rocas en el morro Dois Irmãos que provocaron daños materiales en viviendas de Vidigal, la muerte de un habitante del barrio por la inundación que arrastró el agua ladera abajo y el fallecimiento de dos pasajeros de un autobús que fue impactado por un deslave.

## La favela de Vidigal
El acceso principal es por la avenida Niemeyer, desde la plaza de Vidigal, para subir el morro Dois Irmãos por la arteria central del barrio, la avenida Presidente João Goulart.
Desde la favela de Vidigal (que ocupa la mayoría del terreno habitado del barrio) y desde la cima del morro Dois Irmãos (que alcanza los 533 metros sobre el nivel del mar) hay vistas panorámicas de los barrios de Leblon, Ipanema, Gávea, Lagoa, Jardim Botânico, São Conrado y Rocinha.

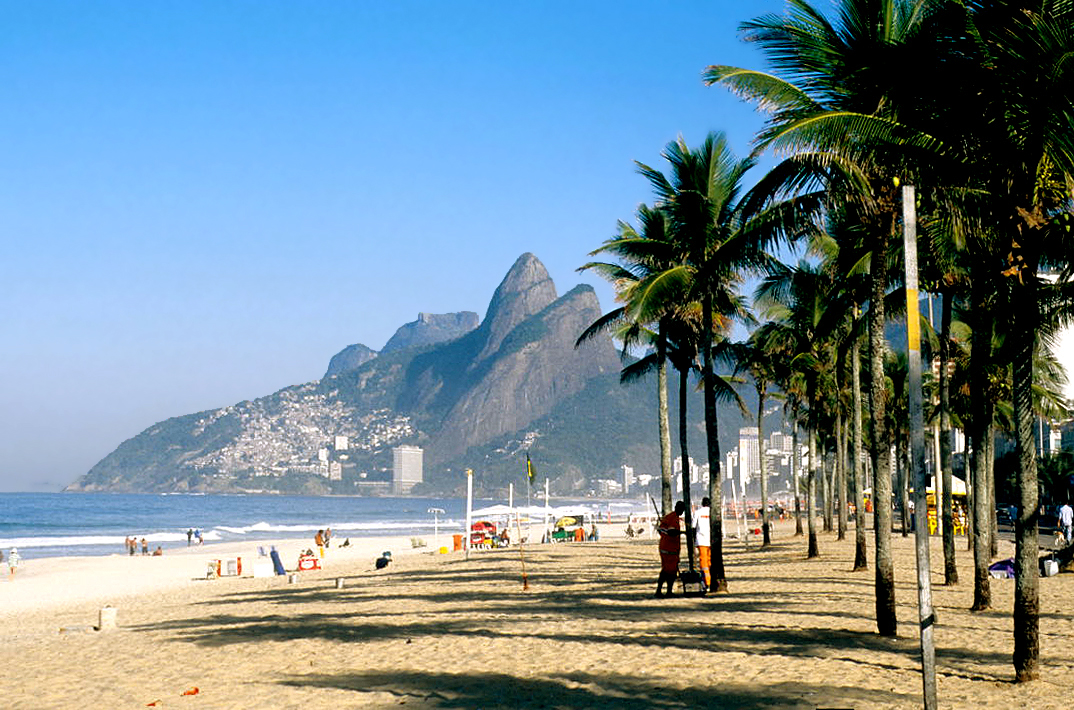
Vidigal vista desde Ipanema.

Si bien está algo alejado de las zonas más visitadas de Río, el barrio ganó interés turístico por su relativa seguridad (los habitantes aseguran que en algunas zonas hay presencia policial pero también narcotráfico y venta de droga, bajo el control de la organización criminal Amigos dos Amigos) y por la cada vez más amplia oferta de hospedaje en la favela. También se ofrecen recorridos de guías turísticos por la favela.
En la favela funciona el Instituto Todos na Luta, una ONG donde cerca de un centenar de alumnos de la comunidad practican boxeo como parte de un proyecto de inclusión social de niños y adolescentes. Al menos tres de los boxeadores formados en la ONG compitieron en Juegos Olímpicos y uno de ellos, Esquiva Falcão, consiguió una medalla de plata en Londres.
También hay un polideportivo (llamado informalmente Villa Olímpica de Vidigal, aunque no funcionó como tal en los Juegos Olímpicos de Río de Janeiro 2016) donde más de 1500 niños y adolescentes de la favela practican atletismo, baloncesto, voleibol y fútbol, y algunos llegaron a jugar en Flamengo, Botafogo y Corinthians.